# Богомоловка (Башкортостан)
Богомоловка (баш. Богомоловка) — деревня в Чишминском районе Башкортостана, относится к Алкинскому сельсовету.
Находится рядом с рекой Дёмой.

## Население
| 2002 | 2009 | 2010 |
| ---- | ---- | ---- |
| 83   | ↗90  | ↗94  |

Национальный состав
Согласно переписи 2002 года, преобладающая национальность — украинцы (42 %).

## Географическое положение
Расстояние до:
- районного центра (Чишмы): 6 км,
- центра сельсовета (Узытамак): 7 км,
- ближайшей ж/д станции (Тукран): 600 м.